# Ardindrean
Ardindrean (Escocès gaèlic: Àird un Dreaghainn) és un llogaret petit, que es troba a la riba oest del Loch Broom, a Garve, Ross-shire i és dins dels Highlands, Escòcia.
Ardindream pertany a l'àrea del Consell dels Highlands.